# جيرمان كارون
جيرمان كارون هو سياسي كندي، ولد في 12 مارس 1910 في لويزفيل في كندا، وتوفي في 14 فبراير 1966 في مونتريال في كندا. حزبياً، نشط في الإتحاد الوطني. وقد انتخب عضو الجمعية الوطنية في كيبك ‏.